# شکل دهی آلیاژهای آلومینیوم
شکل دهی آلیاژهای آلومینیوم (Forming of aluminum alloys) به دو دستهٔ اصلی شکل دهی حجمی(Bulk forming) و شکل دهی ورق (Sheet metal forming) تقسیم می‌شود. مثال‌های از شکل دهی حجمی می‌توان به اکستروژن، نورد و فورج اشاره کرد در شکل دهی حجمی ماهیت تنش‌ها از جنس فشاری است. در حالی که ماهیت تنش‌ها در شکل دهی ورق هم فشاری و هم کششی است.

## نورد آلیاژهای آلومینیوم
نورد آلومینیوم در دو مرحله اتفاق می‌افتد، مرحلهٔ اول نورد گرم است که برای ورق‌های ضخیم تولید شده(Slab) به وسیله ریخته‌گری از بین دو غلتک به صورت رفت و برگشت عبور داده می‌شود تا ضخامت آن کاهش پیدا کند سپس در مرحلهٔ بعد وارد نورد سرد می
شود و ضخامت به اندازهٔ مورد نیاز می‌رسد.
در نورد آلومینیوم به دلیل دیفلکشن متأثر از نیروهای شکل دهی تنها از یک جفت غلتک استفاده نمی‌کنند و از غلتک‌های پشت بند نیز کمک می‌گیرند.

### مقایسه نورد گرم و سرد در آلومینیوم
| نورد گرم                       | نورد سرد                         |
| خواص مکانیکی متوسط             | خواص مکانیکی بهتر                |
| الانگیشن بیشتر                 | الانگیشن کمتر                    |
| بسته شدن عیوب حاصل از ریخته‌گری | اثر کمی برروی عیوب ریخته‌گری دارد |
| انرژی بیشتر                    | انرژی کمتر                       |
| نیروی کمتر                     | نیروی بیشتر                      |
| کیفیت سطح نامطلوب              | کیفیت سطح مطلوب                  |
| حداکثر سرعت۶۰۰ متر بر دقیقه    | حداکثر سرعت ۲۱۳۵ متر بر دقیقه    |

اثر نامطلوب صافی سطح آلومینیوم در فرایندهای شکل دهی
به دلیل اینکه آلومینیوم دارای یک سطح صاف و صیقلی می‌باشد هنگام انجام فرایندهای شکل دهی مثل کشش عمیق سطح آلومینوم به قالب می‌چسبد و در نتیجه باعث کنده شده سطح آلومینیوم می گرد برای جلوگیری از اینکار از روغن استفاده می‌کنند تا تماس قالب با آلومینیوم به حداقل برسد ولی مشکلی که پیش می‌آید این است که به دلیل صافی سطح بالای آلومنیوم روغن فرار می‌کند در نتیجه صافی سطح آلومنیوم را به نحوی درست می‌کنند تا روغن از این منطقه فرار نکند.
سه روش که با صافی سطح آلومنیوم کنترل می‌شود:

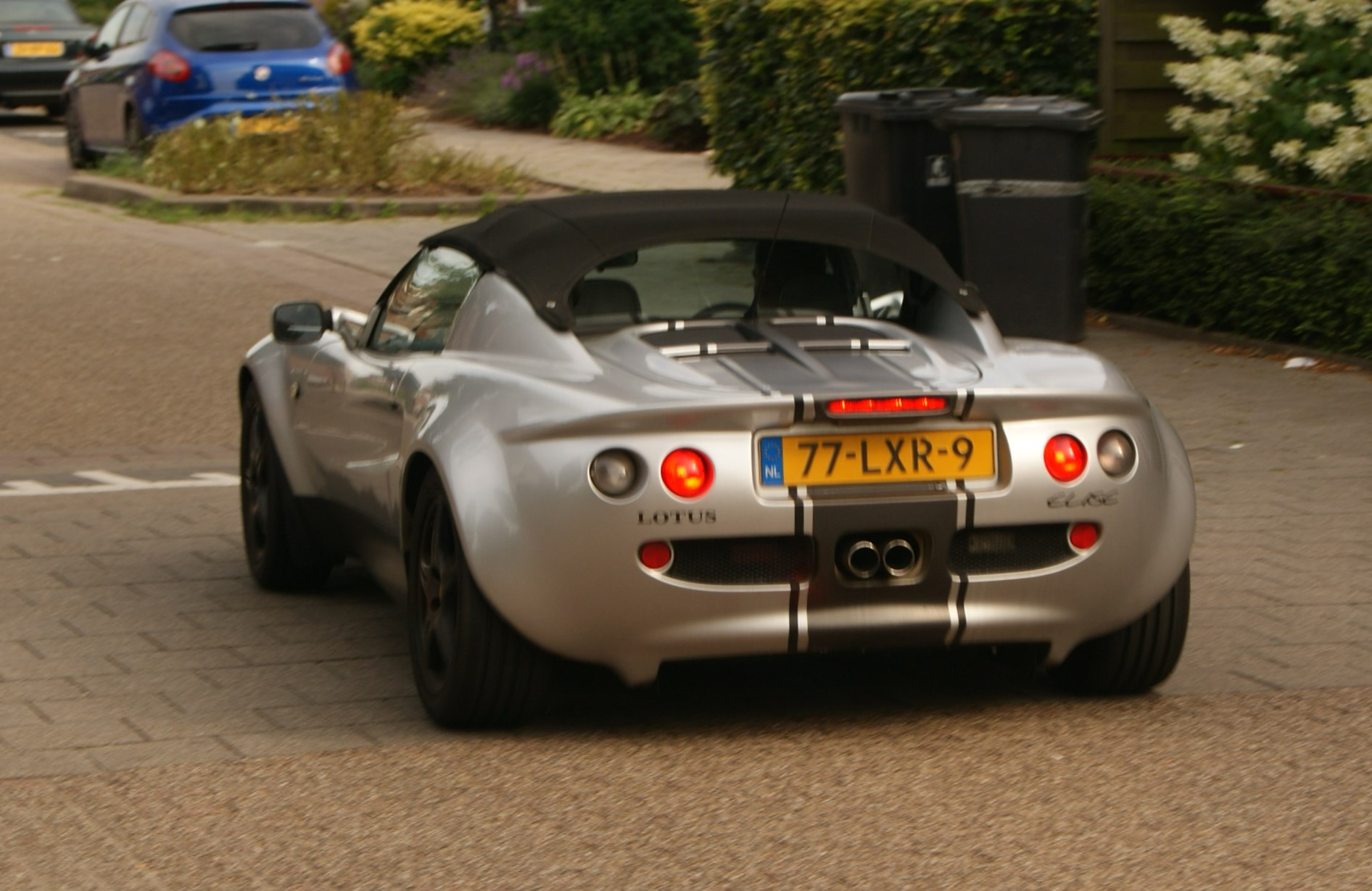
لوتوس الیس سری ۱

- Mill finish(MF)
- (EDT)Electric Discharge Textuer
- (Dull finish(DF

## اکستروژن آلیاژهای آلومینیوم
مصرف عمدهٔ قوطی‌های آلومینیومی در خودروهاست. اکستروژن به دو دستهٔ اصلی اکستروژن مستقیم و معکوس تقسیم‌بندی می‌شود. قطعات اکسترود شدهٔ آلومینیوم معمولاً تاب برمی‌دارند که با وارد شدن به مرحلهٔ کشش (Stretching)این مشکل برطرف می‌گردد.
شاسی خوردو لوتوس الیس (Lotus Elise) از قوطی‌های اکسترود شده ساخته شده‌است.

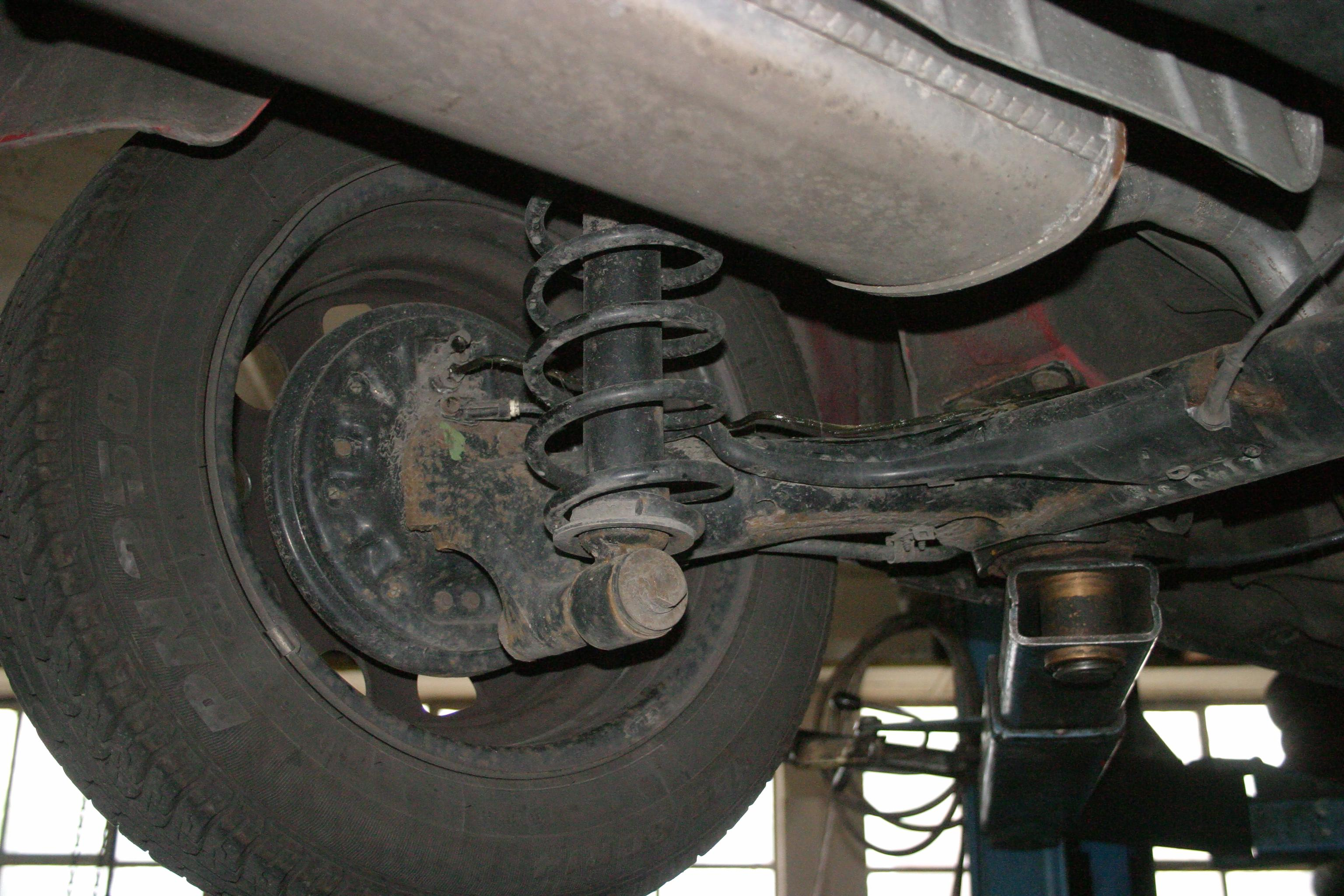
بازوی تعلیق(Suspension arm)

## فورج آلیاژهای آلومینیوم
فورج قطعات آلومینیومی خواص مکانیکی قابل قبول تری نسیت به سایر روش‌ها به ما می‌دهد ولی در مقابل پیچیدگی‌های خاص خود را دارد به عنوان مثال در صورتی که صد کارخانهٔ فورج فولاد در ایران باشد تنها یک یا دو کارخانه فورج آلومینیوم وجود دارد. از از مزیت‌های فورج آلومینیوم می‌توان به افزایش خواص مکانیکی، کاهش تخلل‌های به وجود آمده در مرحلهٔ ریخته‌گری و اتلاف مواد اولیهٔ کمتر اشاره کرد و از معایب آن می‌توان به از بین رفتن لایهٔ اکسیدی در دمای بالا اشاره کرد که در نتیجهٔ آن آلومینیوم شروع به سوختن می‌کند (دیگر لایهٔ اکسیدی وجود ندارد تا از سطح آلومینیوم حفاظت کند) همچنین به دلیل بالا بودن ضریب انیساط حرارتی، قطعه دچار اعوجاج می‌شود. بازوی تعلیق(Suspension arm) در خودروهای گران‌قیمت از فورج قطعات آلومینیومی ساخته می‌شود و در خودروهای ارزان قیمت از ریخته‌گری قطعات آلومینیومی ساخته می‌شود.
در فرایند فورج آلیاژهای آلومینیوم به دلیل اینکه سطح آلومینیوم کنده نشود از روغن‌های (Lubricant
) با سیالیت متوسط استفاده می‌گردد.

## شکل دهی ورق‌های آلومینیومی

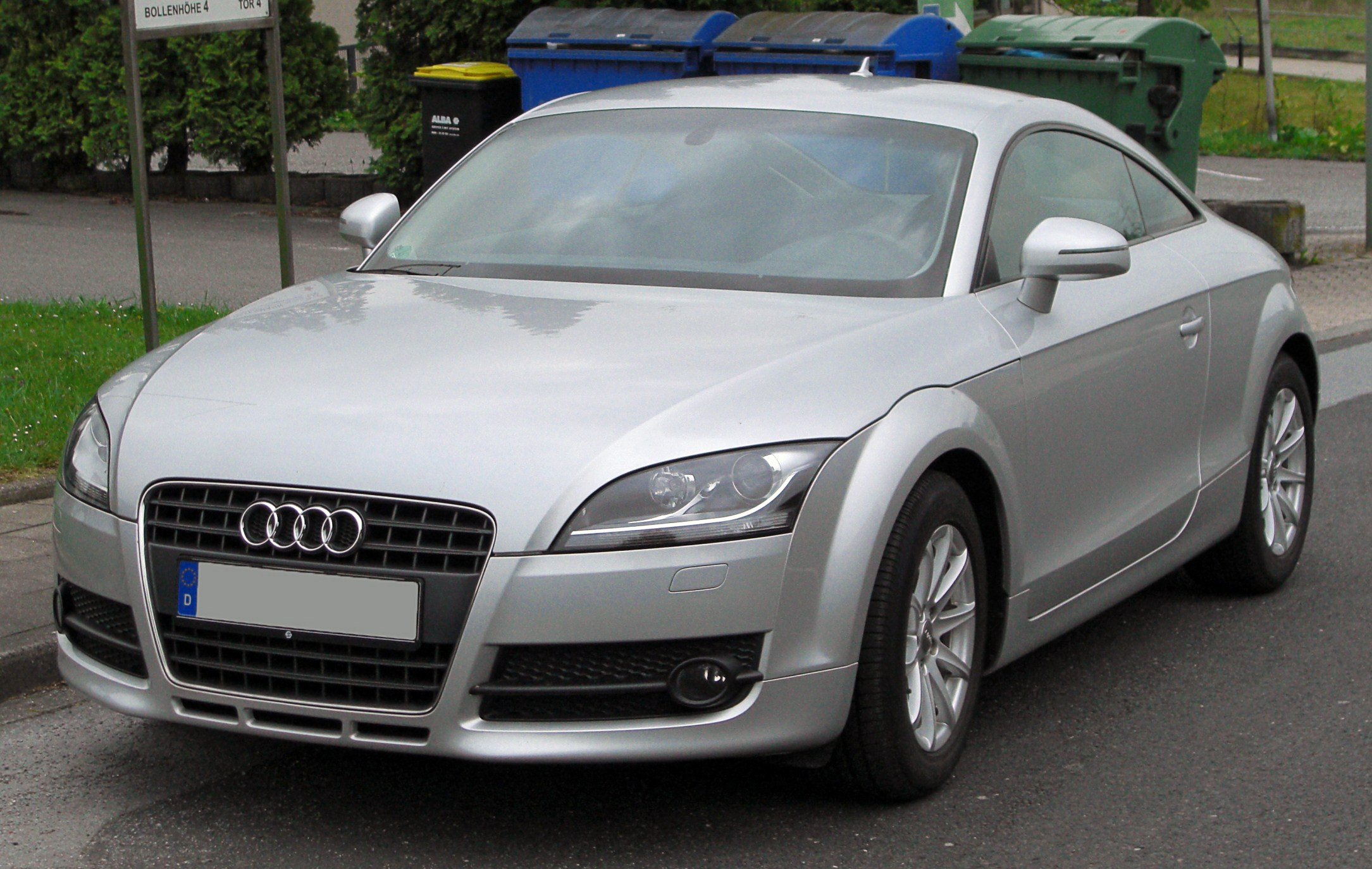
آئودی تی‌تی

در خودروهای گران‌قیمت کاربرد گسترده‌ای دارند. دو مشکل عمدهٔ شکل پذیری ورق‌های آلومینیومی عبارت است از:
۱-استحکام ورق‌های فولادی از ورق‌های آلومینیومی بالاتر است. ۲-شکل دهی ورق‌های آلومینومی از ورق‌های فولادی پایین‌تر می‌باشد.
شکل پذیری ورق‌های فولادی تا ۴۰ الی ۵۰ درصد نیز می‌رسد ولی ورق‌های آلومینیومی نهایتاً تا ۲۵ درصد قابلیت شکل دهی دارند.
بخاطر همین محدودیت ورق‌های آلومینیوم؛ هندسهٔ خودروهایی که با ورق آلومینیوم ساخته می‌شود ساده‌تر از سایر خودروها می‌باشد.
خیلی از قطعات بدنهٔ خوروی آئودی تی‌تی از ورقه‌های آلومینیومی است. ورق‌های آلومینیومی استفاده شده در بدنهٔ خودروها معمولاً از ۳ تیپ ۵۰۰۰، ۶۰۰۰ یا ۷۰۰۰ می‌باشد.
آلیاژهای ۵۰۰۰ به دلیل داشتن ویژگی کارسختی محبوبیت بیشنری دارند ولی غیرقابل عملیات حرارتی هستند و برای قطعات بیرونی خودروها به دلیل اینکه آلیاژهای که با محلول جامد ساخته شدند یک نقطهٔ تسلیم بالایی و پایینی دارند، باعث ایجاد شدن پدیده (Luders band) می‌شوند، نمی‌توان استفاده کرد تا زیبایی کار حفظ شود. از آلیاژهای ۶۰۰۰ برای قطعات بیرونی می‌توان استفاده کرد.
یکی از مشکلات عمدهٔ ورق‌های آلومینیومی نسبت به ورق‌های فولادی پایین بودن مدول الاستیک آنها است که نتیجهٔ آن قابلیت تغییرشکل الاستیک بیشتر ورق‌های آلومینیومی است که به این حالت برگشت فنری (Sprnig back) گفته می‌شود.
مشکل بعدی سطح صاف و صیقلی آلومینیوم می‌باشد که باعث چسیدن سطح آلومینیوم و در نتیجه کنده شدن سطح آلومینیوم می‌شود که باروش‌های مختلف اقدام به زیر کردن سطح آلومینیوم می‌کنند ولی تکنولوژی جدیدتر اعمال یک پوشش جدید که شامل ترکیبات اسید بوریک (H3BO3) است.

## شکل دهی گرم آلومینیوم(Warm forming of Aluminum)
با افزایش دما مقدار شکل پذیری آلومینیوم افزایش پیدا می‌کند. همچنین برگشت فنری کاهش پیدا می‌کند، برای مورد به خصوص آلیاژهای سری ۵۰۰۰ با افزایش دما تا ۲۵۰ درجهٔ سانتی گراد الانگیش افزایش و استحکام کششی کاهش پیدا می‌کند

## هیدروفرمینگ آلومینیوم(Hydroformig of Aluminum)
یک فرایند متداول است و هر دو سری ۵۰۰۰ و ۶۰۰۰ قابلیت هیدروفرمینگ دارند. از مزایای این فرایند می‌توان به ایجاد زوایای تیز اشاره کرد که این امکان در فرایندهای مثل کشش عمیق به دلیل تمرکز تنش بالا وجود ندارد لوله‌های سری ۵۰۰۰ درزدار (جوش داده شده) برخلاف سری ۶۰۰۰ قابلیت هیدروفرمینگ دارند، در لوله سری ۶۰۰۰ به دلیل وجود رسوبات امکان هیدروفرمینگ وجود ندارد و به جای آن از لوله‌های اکسترود شده استفاده می‌شود.